# 新潟県道359号上牧棚広線
新潟県道359号上牧棚広線（にいがたけんどう359ごう かみまきたなひろせん）は、新潟県上越市内を通る一般県道である。

## 概要

### 路線データ
- 起点：新潟県上越市牧区上牧字大柳（上牧林道交点）
- 終点：新潟県上越市牧区倉下字居平（新潟県道301号柳島信濃坂線交点）

## 地理

### 通過する自治体
- 新潟県
  - 上越市

### 接続する道路
- 上牧林道（起点：上越市牧区上牧字大柳）
- 新潟県道301号柳島信濃坂線（終点：上越市牧区倉下字居平）